# .NET
.NET — це безкоштовна та з відкритим вихідним кодом платформа для розробки програмного забезпечення, яка підтримує кілька мов програмування, бібліотек та інструментів для створення застосунків під різні операційні системи, такі як Windows, Linux та macOS. Вона була розроблена компанією Microsoft та офіційно випускається через .NET Foundation за ліцензією MIT.
На відміну від своїх попередників, .NET Framework і .NET Core, платформа .NET є сучасною кросплатформною екосистемою для розробки застосунків. .NET Framework був обмежений виключно операційною системою Windows, тоді як .NET Core став першим кроком до кросплатформенності, підтримуючи Windows, Linux та macOS. .NET продовжує розвиток .NET Core, об'єднуючи його можливості з підтримкою різноманітних платформ, що дозволяє розробникам створювати сучасні веб-, мобільні та серверні застосунки для різних операційних систем з єдиною базою коду.

## Історія
12 листопада 2014 року Microsoft оголосила про створення .NET Core, намагаючись включити кросплатформну підтримку для .NET, у тому числі в Linux і macOS, джерело. Мігель де Ікаса описує .NET Core як «перероблена версія .NET, яка базується на спрощеній версії бібліотек класів», і Іммо Ландверт з Microsoft пояснив, що .NET Core буде «основою всього майбутнього. NET-платформи».
На момент оголошення початковий випуск проєкту .NET Core був заповнений підмножиною вихідного коду бібліотек і збігався з переліцензуванням існуючого довідкового джерела .NET від Microsoft без обмежень Ms-RSL. Ландверт визнав недоліки раніше обраної спільної ліцензії, пояснивши, що це зробило кодову назву Rotor «непочатковим» як проєкт із відкритим кодом, розроблений спільнотою, оскільки він не відповідав критеріям схваленої ліцензії Open Source Initiative (OSI).
.NET Core 1.0 став доступним 27 червня 2016 року, разом з Microsoft Visual Studio 2015 Update 3, який містив розробку за допомогою .NET Core. .NET Core 1.0.4 і .NET Core 1.1.1 були випущені разом з .NET Core Tools 1.0 і Visual Studio 2017 7 березня 2017.
.NET Core 2.0 було випущено 14 серпня 2017 року разом із Visual Studio 2017 15.3, ASP.NET Core 2.0 і Entity Framework Core 2.0. .NET Core 2.1 було випущено 30 травня 2018 року. .NET Core 2.2 було випущено 4 грудня 2018 року.
.NET Core 3 було випущено 23 вересня 2019 року. .NET Core 3 додає підтримку розробки додатків для настільних комп'ютерів Windows і суттєві покращення продуктивності базової бібліотеки.
У листопаді 2020 року Microsoft випустила .NET 5.0. Брендування «Core» було видалено, а версію 4.0 було пропущено, щоб уникнути змішування з . NET Framework, який залишається продуктом для Windows.
У листопаді 2021 року Microsoft випустила .NET 6.0, а в листопаді 2022 року. NET 7.0. .NET 6 та .NET 8 мають довгострокову підтримку (LTS).
| Version                                                                                                | Release date      | Released with                    | Latest update | Latest update date | Support ends      |
| --- | ----------------- | -------------------------------- | ------------- | ------------------ | ----------------- |
| .NET 5                                                                                                 | 10 листопада 2020 | Visual Studio 2019 Version 16.8  | 5.0.17        | 10 травня 2022     | 10 травня 2022    |
| .NET 6                                                                                                 | 8 листопада 2021  | Visual Studio 2022 Version 17.0  | 6.0.21 (LTS)  | 8 серпня 2023      | 12 листопада 2024 |
| .NET 7                                                                                                 | 8 листопада 2022  | Visual Studio 2022 Version 17.4  | 7.0.20        | 8 серпня 2023      | 14 травня 2024    |
| .NET 8                                                                                                 | 14 листопада 2023 | Visual Studio 2022 Version 17.8  | 8.0.17 LTS    | 8 липня 2025       | 10 листопада 2026 |
| .NET 9                                                                                                 | 12 листопада 2024 | Visual Studio 2022 Version 17.12 | 9.0.7         | 8 липня 2025       | 12 травня 2026    |
| Легенда:Стара версіяСтара версія, все ще підтримуєтьсяОстання версіяОстання бета-версіяМайбутній реліз |                   |                                  |               |                    |                   |

Alpine Linux, який переважно підтримує та використовує musl libc, підтримується з версії .NET Core 2.1.
Windows Arm64 підтримується з .NET 5. Раніше, .NET на ARM були просто програмами на x86, які запускаються за допомогою ARM емуляції.

## .NET MAUI
Багатоплатформовий додаток .NET з інтерфейсом (.NET Multi-platform App UI) (.NET MAUI, був представлений разом з .NET 6) — це кросплатформена основа для створення власних програм для мобільних і настільних комп'ютерів за допомогою C# і розширюваній мові розмітки програм (XAML), яка також підтримує Android та iOS.

## Підтримка мови

. NET використовує загальну мовну інфраструктуру (CLI)

.NET повністю підтримує C# і F# (і C++/CLI від 3.1; підтримується лише в Windows) і підтримує Visual Basic. NET (для версії 15.5 у .NET Core 5.0.100-preview.4 і деякі старі версії, які підтримуються в старших версіях .NET Core).
VB.NET компілюється та працює на .NET, але станом на .NET Core 3.1, окреме середовище виконання Visual Basic не реалізовано. Microsoft спочатку оголосила, що .NET Core 3 включатиме Visual Basic Runtime, але через два роки графік такої підтримки було оновлено до .NET 5.

## Архітектура
.NET підтримує наступні кросплатформні сценарії: вебпрограми на ASP.NET Core, CLI програми, бібліотеки та програми універсальної платформи Windows. До .NET Core 3.0, не було підтримки Windows Forms або Windows Presentation Foundation (WPF), які відображають стандартний графічний інтерфейс для настільного програмного забезпечення в Windows. Однак, починаючи з версії .NET Core 3, він почав впроваджувати їх разом з універсальною платформою Windows (UWP). Також можна писати кросплатформні графічні програми за допомогою .NET використовуючи набір інструментів GTK.
.NET підтримує використання пакетів NuGet. На відміну від .NET Framework, яка обслуговується за допомогою Windows Update, .NET покладається на свій менеджер пакетів для отримання оновлень. Однак із грудня 2020 року, оновлення .NET також почали надходити через Windows Update.
Два основних компоненти .NET — це CoreCLR і CoreFX, які можна порівняти з Common Language Runtime (CLR) і Framework Class Library (FCL) - реалізації спільної мовної інфраструктури (CLI) NET Framework.
Бувши реалізацією віртуальної системи виконання CLI (VES), CoreCLR є повним середовищем виконання та віртуальною машиною для керованого виконання програм CLI та включає оперативний компілятор під назвою RyuJIT. .NET Core також містить CoreRT, .NET Native середовищу виконання, оптимізоване для інтеграції в скомпільовані двійкові файли AOT.
Інтерфейс командного рядка .NET пропонує точку входу для старту операційних систем і надає такі можливості для розробника, як компіляція та керування пакетами.

Діаграма пакета UML ієрархії потоків у. NET

## Талісман

dotnet bot, талісман спільноти для. NET

Талісман спільноти .NET — це .NET бот (може писатися як «dotnet-bot» або «dotnet bot»). dotnet bot був як інструмент для перевірки коду, котрий пушиться в .NET, коли той став відкритим кодом. Відтоді він використовується як офіційний талісман.

## Подальше читання
- Arif, Hammad; Qureshi, Habib (2020). Adopting .NET 5: Understand modern architectures, migration best practices, and the new features in .NET 5. Packt Publishing. ISBN 978-1800560567.
- Metzgar, Dustin (2018). .NET Core in Action. Manning Publications. ISBN 978-1617294273.
- Price, Mark J. (2021). C# 10 and .NET 6 – Modern Cross-Platform Development. Packt Publishing. ISBN 978-1801077361.
- Price, Mark J. (2020). C# 9 and .NET 5 – Modern Cross-Platform Development. Packt Publishing. ISBN 978-1800568105.
- Price, Mark J. (2019). C# 8.0 and .NET Core 3.0 – Modern Cross-Platform Development. Packt Publishing. ISBN 978-1788478120.
- Price, Mark J. (2017). C# 7.1 and .NET Core 2.0 – Modern Cross-Platform Development. Packt Publishing. ISBN 978-1788398077.
- Price, Mark J. (2017). C# 7 and .NET Core: Modern Cross-Platform Development. Packt Publishing. ISBN 978-1787129559.
- Price, Mark J. (2016). C# 6 and .NET Core 1.0: Modern Cross-Platform Development. Packt Publishing. ISBN 978-1785285691.
- Zimarev, Alexey (2019). Hands-On Domain-Driven Design with .NET Core. Packt Publishing. ISBN 978-1788834094.